# Songs in the Key of Life
Songs in the Key of Life је осамнаести студијски албум Стивена Вондера.

## Историја
До 1974. године је Стиви Вондер био један од најуспешнијих личности у забавној музици, његови претходни албуми Music of My Mind, Talking Book, Innervisions и Fulfillingness' First Finale су били узастопно критиковани. Марта 1975. је озбиљно размишљао да напусти музичку индустрију и емигрира у Гану како би помогао деци са сметњама у развоју. Када су планови за опроштајни концерт већ почели, Вондер се предомислио и потписао нови седмогодишњи уговор са Motown у вредности од двадесет милиона долара 5. августа 1975. за седам албума уз пуну уметничку контролу што га чини највећим уговором о снимању у историји. Двоструки албум Songs in the Key of Life је објавио Tamla Records 28. септембра 1976. Снимљен је првенствено у студију Crystal Sound у Холивуду, а неке сесије су снимљене у Record Plant и The Hit Factory у Њујорку. Освојио је прво место на Билборду 200 као трећи албум који је то успео и први амерички албум. Главна песма I Wish и пратећа песма Sir Duke су достигли прво место на Билборд хот 100. Тринаест узастопних недеља је провео на првом месту Билборд 200, поставши албум са највише недеља на првом месту током године и био је други најпродаванији албум 1977. у Сједињеним Америчким Државама. Године 2002. је уврштен у Греми Кућу славних, а 2005. у Национални регистар снимака Конгресне библиотеке која га је сматрала „културолошки, историјски или естетски значајним”. Добио је исте године сертификат Дијамант од Америчког удружења дискографских кућа за продају од пет милиона примерака дуплог албума. Проглашен је за албум године на 19. додели Греми награда као најпродаванији и најхваљенији албум у Вондеровој каријери. Многи музичари су приметили квалитет албума и његов утицај на њихов рад. Заузео је осамдесет и девето место на листи хиљаду најбољих албума Колина Ларкина за сва времена и четврто место на листи 500 најбољих албума свих времена по избору часописа Rolling Stone 2020. године.

## Списак песама
Аутор(и) свих текстова: Стиви Вондер. 
| №   | Назив                                      | Трајање |  |
| 1.  | Love's in Need of Love Today               | 7:06    |  |
| 2.  | Have a Talk with God                       | 2:42    |  |
| 3.  | Village Ghetto Land                        | 3:25    |  |
| 4.  | Contusion                                  | 3:46    |  |
| 5.  | Sir Duke                                   | 3:52    |  |
| 6.  | I Wish                                     | 4:12    |  |
| 7.  | Knocks Me Off My Feet                      | 3:36    |  |
| 8.  | Pastime Paradise                           | 3:27    |  |
| 9.  | Summer Soft                                | 4:14    |  |
| 10. | Ordinary Pain                              | 6:16    |  |
| 11. | Isn't She Lovely                           | 6:34    |  |
| 12. | Joy Inside My Tears                        | 6:30    |  |
| 13. | Black Man                                  | 8:27    |  |
| 14. | Ngiculela – Es Una Historia – I Am Singing | 3:48    |  |
| 15. | If It's Magic                              | 3:12    |  |
| 16. | As                                         | 7:08    |  |
| 17. | Another Star                               | 8:28    |  |